# Chromcarbid
Chromcarbid (genauer Trichromdicarbid) ist eine keramische Verbindung des Chroms aus der Gruppe der Carbide. Neben Trichromdicarbid gibt es mit Cr7C3 und Cr23C6 noch weitere Chromcarbide.

## Vorkommen
Chromcarbid kommt natürlich in Form des Minerals Tongbait vor.

## Gewinnung und Darstellung
Chromcarbid kann durch Reaktion von Chrom(III)-oxid mit Aluminium und Kohlenstoff gewonnen werden.
{\displaystyle \mathrm {3\ Cr_{2}O_{3}+6\ Al+4\ C\longrightarrow 2\ Cr_{3}C_{2}+3\ Al_{2}O_{3}} }

## Eigenschaften
Chromcarbid ist ein brennbarer, grauer, geruchloser Feststoff. Er besitzt eine orthorhombische Kristallstruktur, Raumgruppe Pnma (Raumgruppen-Nr. 62), Gitterparameter a = 5,540 Å, b = 2,833 Å, c = 11,49 Å. Die Kohlenstoffatome sind in erster Koordinationssphäre trigonal-prismatisch von Chromatomen umgeben.

## Verwendung
Chromcarbid dient als Basis für korrosionsfeste Hartmetalllegierungen.